# Ascalaphus placidus
Ascalaphus placidus är en insektsart som först beskrevs av Gerstaecker 1894.  Ascalaphus placidus ingår i släktet Ascalaphus och familjen fjärilsländor. Inga underarter finns listade i Catalogue of Life.